# Poesie (Aristotele)
Le poesie di Aristotele erano una serie di componimenti estemporanei scritte dal filosofo per determinate persone ed eventi della sua biografia, oggi perdute a parte scarni frammenti. Non è sicuro, comunque, che queste poesie fossero state pubblicate e raccolte e, per il loro carattere pubblico e retoricamente elaborato, possono essere annoverate tra le opere essoteriche.

## Carmi
Delle composizioni poetiche di Aristotele ci sono giunti cinque frammenti, tre dei quali in metro elegiaco, uno in esametri e un altro in dattilo-epitriti.
Diogene Laerzio parla, offrendo l'indice dei testi aristotelici, di poesie in esametri e carmi in distici elegiaci. Abbiamo notizia anche di un Inno ad Ermia, tiranno di Atarneo e compagno di Aristotele nell'Accademia. Ancora, per Ermia compose un epigramma:

Dal re dei faretrofori Persiani,

che violò dei numi santa legge,

fu ucciso costui un giorno; né fu vinto

alla luce del sole con la lancia

in sanguinose lotte, ma fu complice

un uomo ingannatore. 
Una elegia rivolta all'amico Eudemo di Cipro, filosofo platonico, la cosiddetta "elegia dell'altare", con un elogio del maestro Platone, viene parzialmente citata da Olimpiodoro:

E, giunto di Cecropia al nobil suolo,

piamente eresse un'ara all'amicizia

illustre di un uomo che lodare

nemmeno è lecito ai malvagiː

ed egli solo, primo tra i mortali,

dimostrò chiaramente con la vita

e con le sue parole che ogni uomo

può essere felice e buono; eppure

adesso a nessuno è ciò concesso.

Infine, sempre Diogene Laerzio cita un Inno alla Virtù in 15 versi corali e, al termine del catalogo degli scritti aristotelici, una poesia esametrica, il cui inizio era «O nume santo veneratissimo, lungisaettante» - quindi un probabile Inno ad Apollo - e un'elegia il cui inizio era «Figlia di madre dai figlioli belli».